# Sabine Dippel
Sabine Dippel (* 1969) ist eine deutsche Physikerin und Professorin für Mathematik und Physik an der Hochschule Hannover.

## Leben
Sabine Dippel studierte in Marburg und Freiburg Physik und Mathematik und schloss das Studium 1994 als Dipl.-Phys. ab. Es folgte die Promotion am Forschungszentrum Jülich der Universität Duisburg im Jahr 1998 auf dem Gebiet der Computersimulation granularer Materie. Von 1998 bis 2002 war Dippel im Philips Forschungslabor in Hamburg auf dem Gebiet der medizinischen Bildverarbeitung tätig. Seit 2002 ist sie Professorin an der Fachhochschule Hannover (heute Hochschule Hannover).

## Publikationen
- S. Dippel et al.: Multiscale contrast enhancement for radiographies: Laplacian pyramid versus fast wavelet transform. In: IEEE Transactions on Medical Imaging. Band 21, Nr. 4, 2002, S. 343–353, doi:10.1109/TMI.2002.1000258.
- Sabine Dippel, G. G. Batrouni, D. E. Wolf: Collision-induced friction in the motion of a single particle on a bumpy inclined line. In: Physical review / E. 1996, S. 6845.